# Bitwa o Longstop Hill
Bitwa o Longstop Hill – starcie zbrojne stoczone w dniach 21–23 kwietnia 1943 roku pomiędzy siłami brytyjskiej 1 Armii a jednostkami niemieckiej 5 Armii Pancernej o kontrolę nad wzgórzami Dżebel el Ahmera i Dżebel Rhar w Tunezji, nazwanymi przez aliantów Longstop Hill, podczas kampanii afrykańskiej II wojny światowej.
Piechota 78 Dywizji Piechoty i czołgi Churchill z Pułku North Irish Horse zdobyły wzgórze Longstop po zaciętych walkach, w czasie których czołgi wykonały zupełnie niespodziewany manewr, wjeżdżając na wzgórze – manewr ten mogły wykonać w tamtym czasie tylko czołgi Churchill. Atakujący przełamali niemiecką obronę, która stanowiła ostatnią znaczącą naturalną barierę na drodze do Tunisu.

## Tło
Wyścig do Tunisu, aliancka próba zajęcia Tunezji pod koniec 1942 roku, podjęta po pomyślnym zakończeniu operacji Torch, zakończyła się niepowodzeniem, a od końca roku na afrykańskim teatrze działań wojennych panował impas, ponieważ obie strony prowadziły odbudowę swoich sił. 5 Armia Pancerna (gen. płk Hans Jürgen von Arnim), broniąca Tunezji, była stale wzmacniana, podobnie jak brytyjska 1 Armia (gen. por. Kenneth Anderson).
W styczniu 1943 roku niemiecko-włoska Armia Pancerna Afryka (feldmarsz. Erwin Rommel), która walczyła z brytyjską 8 Armią (feldmarsz. Bernard Law Montgomery), wycofała się na zachód i dołączyła do 5 Armii Pancernej. Utworzono Grupę Armii Afryka, z dwiema armiami państw Osi pod dowództwem Rommla. W marcu Grupa Armii Afryka została pokonana przez 8 Armię w bitwie o Medenine i bitwie o linię Mareth, która padła po powrocie Rommla do Niemiec . W centralnej części Tunezji, na północ od Medjez el Bab i około 48 km od Tunisu, 1 Armia kontynuowała walkę o dominujące nad okolicą, kontrolowane przez Niemców szczyty w dolinie rzeki Madżardy. Obejmowały one masyw ze wzgórzami znanymi jako Dżebel el Ahmera i Dżebel Rhar.

## Pierwsza bitwa
W nocy z 22 na 23 grudnia 1942 roku 2. batalion Gwardii Coldstream przypuścił atak w ulewnym deszczu, zdobywając, jak sądzili żołnierze, cały masyw, po czym jednostka została zmieniona przez amerykańską 18 Pułkową Grupę Bojową. Niemcy przeprowadzili kontratak, wypierając Amerykanów z Dżebel el Ahmera, ale następnej nocy Gwardia Coldstream odzyskała wzgórze, by po wschodzie słońca odkryć, że kolejny szczyt, Dżebel Rhar, pozostał w rękach wroga. W nocy Gwardia ponownie zaatakowała i zdobyła drugie wzgórze, ale została później wyparta przez niemiecki kontratak przypuszczony w Boże Narodzenie. Postęp w kierunku Tunisu został zablokowany, więc starsi dowódcy alianccy, gen. Dwight Eisenhower, Naczelny Dowódca Sił Alianckich w Afryce Północnej i gen. Harold Alexander uzgodnili, że dalsze ataki zostaną odłożone. Od tego czasu masyw był znany aliantom jako Longstop Hill, a Niemcom jako Der Weihnachtsberg. Nazwa Longstop pochodzi od pozycji odchylonej do tyłu za bramkarzem, blisko granicy boiska do krykieta. Do połowy kwietnia 1943 roku, z powodu rosnącej presji niemieckiej, Brytyjczycy wycofali się i utracili Longstop oraz wszystkie wzniesienia na północnym zachodzie, włącznie z Dżebel et Tanngoucha.

### Plan
20 kwietnia oddziały 1. batalionu Pułku East Surrey, wspierane przez 48 Królewski Pułk Pancerny, zdobyły pobliskie wzgórze znane jako Dżebel Djaffa, niszcząc Niemcom kilka czołgów. 22 kwietnia 38 (Irlandzka) Brygada Piechoty z 78 Dywizji zdobyła ufortyfikowane miasto Heidous i skaliste zbocza Tanngoucha. Zdobycie tych pozycji zapewniło zdobycie wzniesienia za Medjez, a kolejnym celem miał być Longstop.
Dowódca 78 Dywizji, gen. mjr Vyvyan Evelegh, wydał rozkaz 36 Brygadzie Piechoty (bryg. Bernard Howlett) zdobycia wzgórza Longstop poprzez atak od południowego zachodu. Brygada składała się z 6. batalionu Pułku Queen’s Own Royal West Kent, 5 Pułku Buffs (Royal East Kent), 8 Pułku Argyll and Sutherland Highlanders oraz 1 Pułku East Surrey, które zostały wyznaczone do ataku na Longstop, wspierane przez Pułk North Irish Horse wyposażony w czołgi Churchill oraz przez większość artylerii 78 Dywizji.
Royal West Kents i Buffs mieli poprowadzić atak, podczas gdy Argylls, trzymani w rezerwie na początku bitwy, mieli następnie przejść przez pozycje Royal West Kents i zdobyć Dżebel Rhar, prawy górny kraniec Longstop. W przypadku powodzenia, Surreys wraz z North Irish Horse mieli być gotowi do ataku na północny wschód wzdłuż drogi do Tebourby. Pozycji broniła 999 Lekka Dywizja Afrykańska (gen. mjr Ernst-Günther Baade), składająca się z 962 Pułku Strzelców Afrykańskich i III/754 Pułku Grenadierów. Przygotowali oni odpowiednio teren do obrony i byli wspierani przez działa przeciwpancerne, moździerze oraz okopane gniazda karabinów maszynowych.

## Bitwa

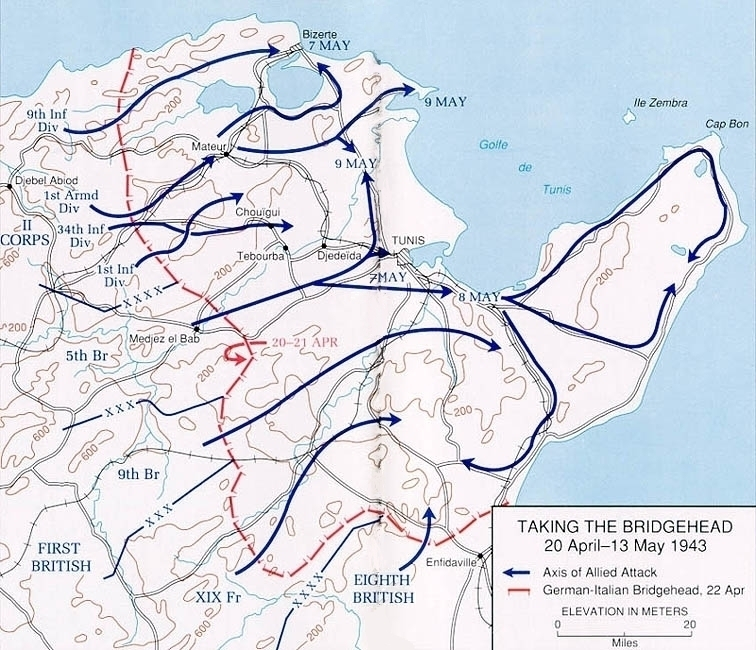
Działania w ramach kampanii tunezyjskiej, 20 kwietnia – 13 maja 1943

22 kwietnia oddziały Pułków Surrey, Buff, West Kent i Argyll and Sutherland okopały się, wykorzystując płytkie wąwozy i obniżenia terenu, gdziekolwiek tylko żołnierze mogli je znaleźć, przygotowując się do ataku. O godzinie 20:00 artyleria otworzyła ogień z 400 dział, który miał trwać przez całą noc, zaznaczając rozpoczęcie bitwy o wzgórze Longstop. O godzinie 11:30 następnego ranka Surreys i Argylls ruszyli naprzód, ale niemieckie karabiny maszynowe i moździerze zaczęły zadawać im straty już na linii wyjściowej. 962 Pułk również odparł ataki West Kents i Buffs, próbujących zdobyć Dżebel Rhar. To opóźnienie uniemożliwiło Argylls zdobycie głównych wzgórz w godzinach ciemności. Wkrótce po świcie Howlett, widząc, że jego pierwotny plan był zbyt ambitny, udał się na pierwszą linię i opracował kolejny plan, mający na celu zdobycie Dżebel el Ahmera (zachodniej połowy Longstop) przez Argylls i Surreys, wspieranych przez North Irish Horse.

### Dżebel el Ahmera
Argylls byli wspierani na południowych stokach Longstop przez dwa szwadrony Pułku North Irish Horse. Za silnymi skupiskami artylerii, Highlanders wchodzili na grzbiet Dżebel el Ahmera, pod ciężkim ostrzałem karabinów maszynowych, posuwając się w formacji combat box przez pole kukurydzy. Gdy dotarli do podnóża wzgórza, dowódca, Colin McNabb, zginął od ostrzału artyleryjskiego, a atak wkrótce stracił spójność. Jednak mjr John „Jock” Anderson wkrótce przejął dowodzenie i poderwał żołnierzy do dalszego natarcia. Pomimo ciężkich strat, Argylls wspięli się na wzgórze i wkrótce znaleźli się wśród obrońców, rozpoczynajac likwidację pierścienia gniazd karabinów maszynowych. Za zainspirowanie swoich ludzi i eliminację silnych punktów umocnionych podczas walk o Dżebel el Ahmera, Anderson został później odznaczony Krzyżem Wiktorii. Uzasadnienie przyznania odznaczenia brzmiało:

Major Anderson zreorganizował batalion, poprowadził atak na drugi cel i pomimo rany nogi zdobył Longstop Hill, dysponując siłą zaledwie czterech oficerów i mniej niż czterdziestu szeregowych. Osobiście dowodził atakami na co najmniej trzy wrogie stanowiska karabinów maszynowych i w każdym przypadku był pierwszym człowiekiem, który stanął na oczyszczonych wrogich stanowiskach strzeleckich

Do zapadnięcia zmroku Argylls, wspieranym przez Surreys, udało się ukończyć oczyszczanie Dżebel el Ahmera, biorąc 200 jeńców i utrzymać wzgórze. West Kents zbliżyli się do nich w odwodzie, ale nocna próba zdobycia kolejnego, wyższego szczytu Dżebel Rhar nie powiodła się z powodu silnego ostrzału moździerzowego skierowanego na ich miejsce zbiórki.

### Sidi Ahmed

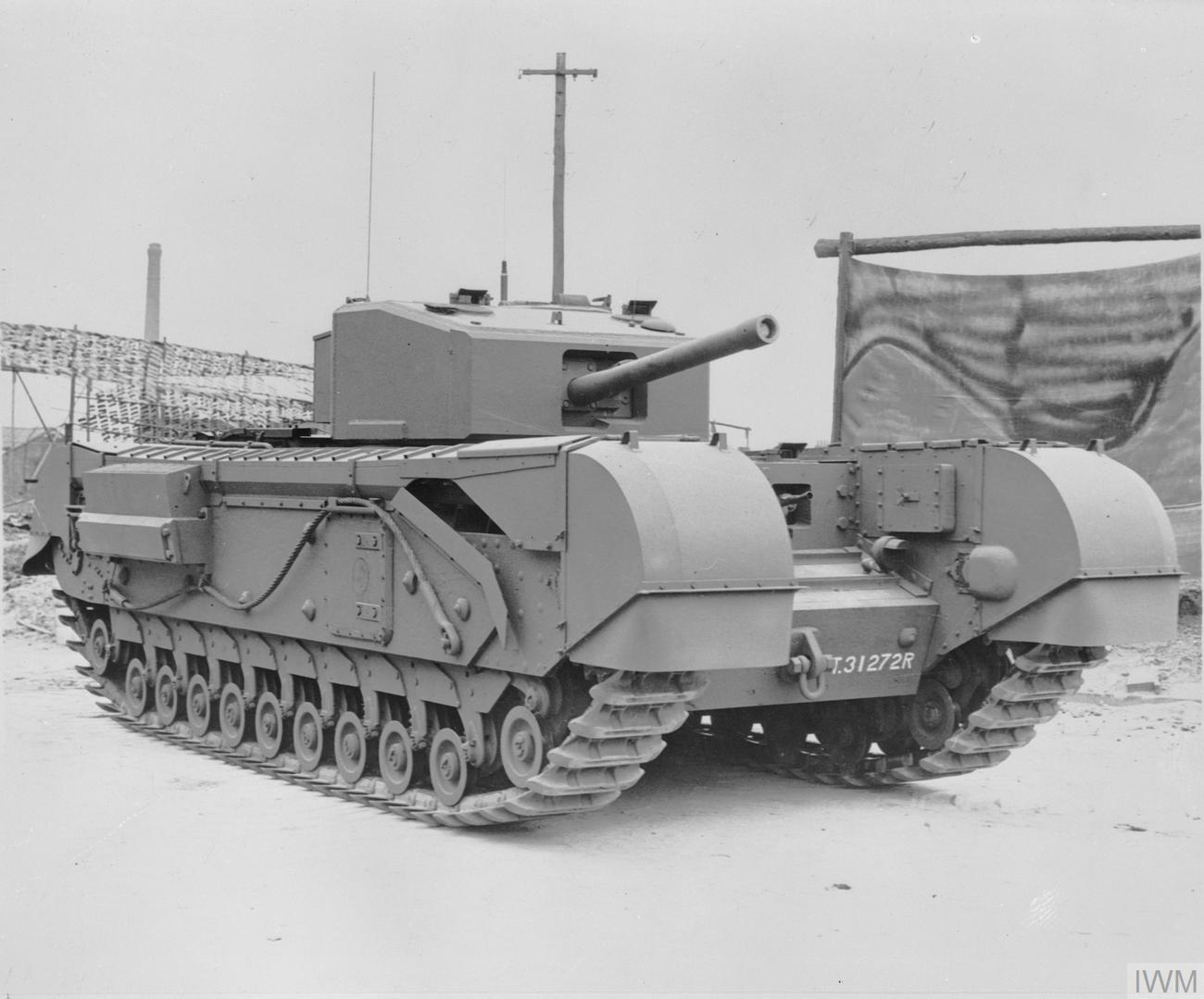
Czołg Churchill Mark III uzbrojony w działo 6-funtowe. Rola, jaką odegrał w bitwie o Longstop Hill, była kluczowa

24 kwietnia żołnierze Pułku Surrey, 5. batalion (Huntingdonshire) Pułku Northamptonshire i szwadron czołgów podjęli wspólną próbę oczyszczenia grzbietu Sidi Ahmed na północ od wzgórza Longstop, na którym znajdował się biały meczet zajęty i wykorzystywany przez Niemców jako pozycja obronna oraz punkt obserwacyjny. W tym ataku czołgi pomogły piechocie w dotarciu na grzbiet, który został zdobyty pomimo intensywnego ostrzału moździerzowego i ognia karabinów maszynowych. Pozycje wzmocniono działami przeciwpancernymi i moździerzami w oczekiwaniu na kontratak, który jednak nigdy nie nastąpił.

### Dżebel Rhar
25 kwietnia Brytyjczycy nie poczynili dalszych postępów, ale oddziały na Dżebel el Ahmera wzmocniły swoje pozycje, a czołgi pozostały na południowych zboczach. Zdobycie Dżebel Rhar miało nastąpić następnego dnia. Atak dywersyjny rozpoczął się 26 kwietnia o godzinie 8:30, lecz Niemcy skierowali silny ogień moździerzowy na południowe zbocza wzgórza. Atak rozgromił wielu snajperów ukrytych w wąwozach na południowych zboczach, a także doprowadził do schwytania wielu jeńców. W tym samym czasie, po lewej stronie, Buffys opuścili linię wyjściową i posuwali się naprzód ze szwadronem czołgów na niższych północnych zboczach wzgórza oraz z innym szwadronem wspierającym ich na głównej osi natarcia.
Czołgi Churchill zjechały wąwozem między Dżebel el Ahmera a Dżebel Rhar i wraz z Buffs pojawiły się na północno-zachodnich zboczach; czołgi w zadziwiający sposób pokonały strome południowe stoki. Dzięki współpracy czołgów i piechoty, wróg został zaatakowany jednoczesnym ogniem z moździerzy i broni ręcznej. Czołgi dotarły następnie do krawędzi obrony, eliminując zaskoczone niemieckie punkty oporu jeden po drugim za pomocą karabinów maszynowych Besa i armat 6-funtowych. Czołg dowodzony przez sierż. O’Hare jako pierwszy dotarł na szczyt, przedzierając się przez stanowisko dowodzenia nieprzyjaciela i biorąc 50 jeńców; trzy kolejne czołgi podążyły za nim, kończąc swój niezwykły marsz, pokonując zbocza tak strome, że miejscami ich nachylenie wynosiło 1:3. Reszta pułku dotarła na miejsce i wraz z Buffs eliminowała kolejne punkty oporu i odcinała drogi ucieczki, kończąc zdobywanie wzgórza Longstop do godziny 11:00, kiedy bitwa dobiegła końca.

## Następstwa
Buffs stracili dziewięciu zabitych i 83 rannych, ale razem z North Irish Horse wzięli do niewoli ponad 300 jeńców. Niemcy stracili łącznie 650 żołnierzy, w tym wszystkich starszych oficerów III/754 Pułku Grenadierów. Jeden z wziętych do niewoli niemieckich oficerów zauważył, że kiedy zobaczył czołgi jadące po szczycie, „wiedział, że wszystko się skończyło”. Inni jeńcy po prostu nie mogli uwierzyć, że czołgi wykonały taki manewr, dopóki im ich nie pokazano; inny nazwał czołgi Churchill „metalowymi mułami”. Gdy szczyt znajdował się w rękach 78 Dywizji, Brytyjczycy rozpoczęli konsolidację sił na wzgórzu Longstop, chroniąc je przed potencjalnymi kontratakami i ostrzałem z pobliskich wzgórz. Po zabezpieczeniu całej pozycji, „Wilberforce” i Surreys zostali zluzowani. Longstop Hill był ostatnią znaczącą przeszkodą naturalną blokującą marsz aliantów w kierunku Tunisu.
7 maja brytyjskie wojska pancerne wjechały na ulice Tunisu, zaskakując siły Osi. Niektórzy z żołnierzy zostali zaskoczeni podczas wychodzenia ze sklepów i barów. Do 15 maja wszystkie siły Osi w Tunezji zostały odcięte i wkrótce poddały się, a ponad 250 000 żołnierzy dostało się do niewoli. Joseph Goebbels przyznał, że klęska ta miała skalę porównywalną ze Stalingradem i ukuto od niej nazwę Tunisgrad .